# Leonel Pedreros
Leonel Eladio Pedreros Guevara (* 12. April 1962 in Concepción) ist ein ehemaliger chilenischer Fußballspieler. Der Außenverteidiger absolvierte ein Länderspiel für die Nationalmannschaft Chiles.

## Karriere

### Verein
Leonel Pedreros begann 1981 seine Karriere bei Deportes Concepción und wechselte später zu Fernández Vial. Als frisch gebackener Nationalspieler schloss sich der Außenverteidiger 1988 dem CD Cobresal an. 1990 ging er zurück in den Süden Chiles, wo er bis Zur Auflösung im selben Jahr für Naval spielte und danach mehrere Jahre beim CD O’Higgins unter Vertrag stand. Seine letzten Karrierejahre verbrachte Pedreros an den alten Wirkungsstätten bei Deportes Concepción und Fernández Vial. 1997 beendete der Defensivakteur seine Profikarriere. 

### Nationalmannschaft
Für die Nationalmannschaft Chiles absolvierte Pedreros im Dezember 1987 sein einziges Länderspiel. Bei der 1:2-Niederlage im Freundschaftsspiel gegen Brasilien stand der Verteidiger die volle Spielzeit auf dem Feld.

## Sonstiges
Leonel Pedreros debütierte mit seinem älteren Bruder Manuel Pedreros gemeinsam in der Nationalmannschaft.